# Dennenwolfsklauw
De dennenwolfsklauw (Huperzia selago, synoniem: Lycopodium selago) is een groenblijvende vaste plant, die sporen vormt. De plant komt slechts op enkele plaatsen in Nederland voor.

## Beschrijving
De dennenwolfsklauw
wordt 5–25 cm hoog en heeft opstijgende stengels, die alleen aan de voet wortels vormen. De vertakking is dichotoom: de zijtakken zijn bijna allemaal even lang. De spitse 6–8 mm lange en 1-1,5 mm brede bladeren zitten spiraalvormig, afstaand of los aanliggend en vaak naar binnen gekromd op de stengel. Dicht bij de stengeltop zitten in de oksels van de bladeren broedknoppen, die bij aanraking makkelijk kunnen afbreken en dan op de grond gaan wortelen.
De dennenwolfsklauw draagt van juli tot december sporen. De vruchtbare bladeren zitten dicht bij de stengeltop bij elkaar op een 2–3 cm lang stengelstuk. De kiem wordt omsloten door een los fijnmazig netzakje.

## Ecologie
De dennenwolfsklauw komt voor op vochtige, voedselarme grond in heidevelden, korstmossen-dennenbossen en in de duinen onder kruipwilgen.
In het Midden-Europese laagland wordt de soort gevonden in naaldbos en gemengd bos van de klasse van naaldbossen (Vaccinio-Piceetea) waar het een kensoort van is.
Ook komt het voor in beukenbos op nattere grond (klasse van eiken- en beukenbossen op voedselrijke grond: Querco-Fagetea). In berggebieden staat het in rotsspleten en bergweides. Het prefereert koude, vochtige bodem met niet al te veel organische stof. In het gebergte en in noordelijke streken is het als groenblijvende soort kwetsbaar in de winter. Het is dan ook vooral te vinden op plaatsen waar het door een sneeuwlaag langdurig wordt beschermd tegen de winterkoude.
Zowel de sporofyt als de gametofyt leven in symbiose met mycorrhiza-schimmels. Ten minste veertien soorten schimmels kunnen deze associatie aangaan. Een van deze is geïdentificeerd als Paraconiothyrium babiogorense (Pleosporales).

## Voorkomen
De plant staat op de Nederlandse Rode lijst van planten als zeldzaam en matig in aantal afgenomen. De plant komt slechts op enkele plaatsen in Nederland voor, waaronder in natuurgebied De Wieden.
De plant komt voor in Midden-Europa tot aan het noordpoolgebied en in het tropische hooggebergte. Ook komt de plant voor in het zuiden van Australië (onder meer Tasmanië) en Nieuw-Zeeland. Verder ook op de Falklandeilanden en Tristan da Cunha.

## Naam
De stengels van de plant lijken op takjes van een naaldboom en hij groeit vaak onder dennen; vandaar de naam 'dennenwolfsklauw'. Een andere Nederlandse naam, die de laatste jaren echter aan populariteit inboet, is 'plompe wolfsklauw'.
De botanische naam Huperzia memoreert de Duitse botanicus Johann Peter Huperz (1771-1816). De soortaanduiding selago is naam van een kruid dat bij de Kelten in gebruik was (zie ook Selago), maar niet noodzakelijk dezelfde soort betrof. In de pre-linnaeaanse literatuur was de naam voor diverse wolfsklauwsoorten in gebruik.
Bij apothekers was hij bekend als Muscus catharticus, Herba selaginis, Herba musci erecti. En oude Belgische naam is Mousse purgative.

## Toepassing
Al sinds de late middeleeuwen is de dennenwolfsklauw in de Noordwest-Europese geneeskunde als medicijn toegepast.
Mousse purgative herinnert eraan dat het een drastisch purgatieve werking heeft.
De plant bevat echter giftige alkaloïden. In de zestiende eeuw werd de geneeskrachtige grote wolfsklauw wel verwisseld met de dennenwolfklauw en "in sommige winkels verkocht als Spica celtica en de leek houdt het daar ook voor, tot grote schade en pijn van de zieke mens".

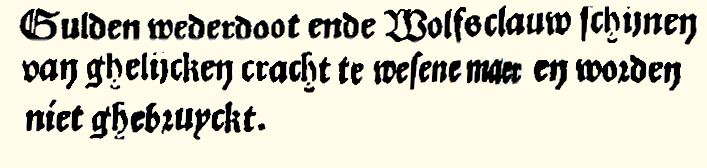
Gulden wederdood en Wolfsklauw schijnen van gelijke kracht te wezen maar worden niet gebruikt: Dodonaeus (1554) gelooft er niet in

Ook tegenwoordig worden de soorten nog weleens verwisseld. Twee patiënten dronken een thee die per ongeluk bereid was met het gedroogde kruid van dennenwolfsklauw, resulterend in zweten, overgeven, diarree, duizeligheid, krampen en spraakproblemen.
In Scandinavië werden aftreksels van de plant gebruikt tegen wormen en luizen. Mogelijk is dit gebaseerd op de signatuurleer, aangezien de gele sporangia in de bladoksels doen denken aan ongedierte dat met de zuigsnuit in het lichaam zit. In Noorwegen wordt het "luizengras" genoemd en in Zweden vlooienwolfsklauw".
In Polen werd het kruid nog recent gebruikt in plaats van pilocarpine als mioticum bij de behandeling van glaucoom.
In de Sovjet-Unie is getracht met kleine doses van dit kruid de (psychische) verslaving aan alcohol te doorbreken in de zogenaamde aversietherapie.

## Eigenschappen

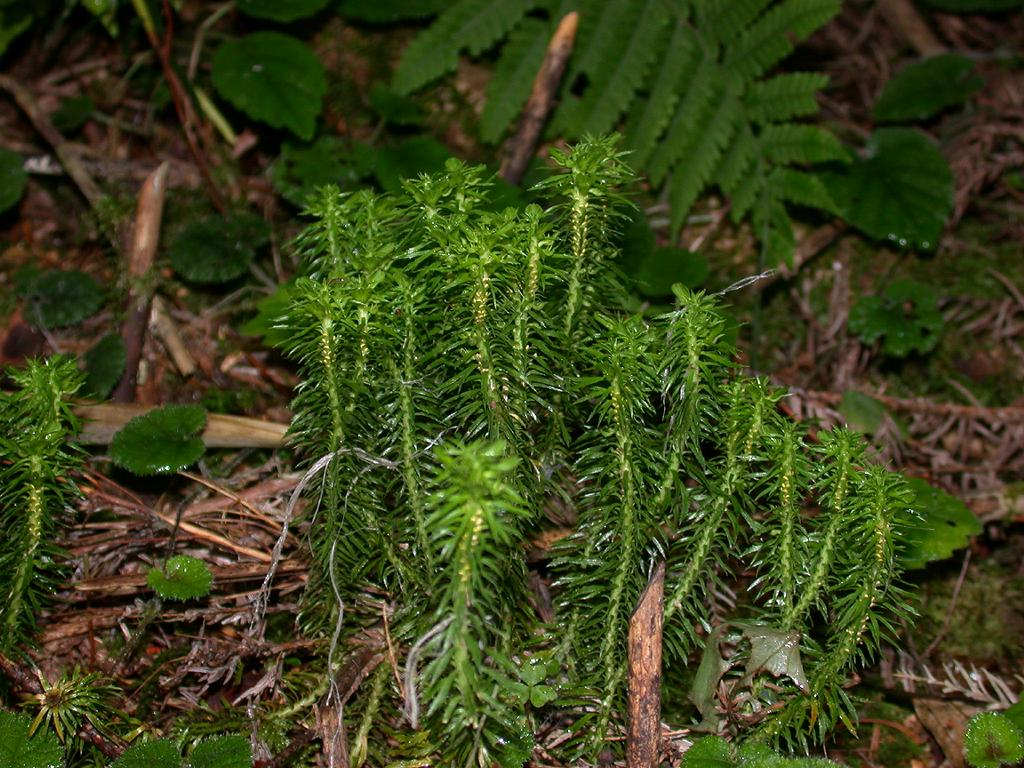
Huperzia serrata (vindplaats: Koyasan, Wakayama).

Farmacologisch zijn de alkaloïden de meest actieve bestanddelen. De alkaloïden van de dennenwolfsklauw hebben een sterk braakverwekkende en miotische werking.
Alkaloïden gevonden in de dennenwolfsklauw zijn selagine (= huperzine A) en 6-beta-hydroxyhuperzine A.
De laatste jaren is er veel onderzoek verricht naar de verwante soort Huperzia serrata als mogelijk middel te gebruiken bij het verbeteren van de geheugenwerking bij alzheimerpatiënten. Huperzine-A komt in beide soorten voor en is verantwoordelijk voor zowel de giftige als de therapeutische effecten. Het heeft een sterke cholinesterase-remmende werking, waardoor de afbraak van acetylcholine wordt verhinderd. De afname van de acetylcoline-activiteit in de synapsen in de hersenen wordt gezien als een oorzaak van de afname van cognitieve functies bij alzheimerpatiënten.